# Encyclia serroniana
Encyclia serroniana är en orkidéart som först beskrevs av João Barbosa Rodrigues, och fick sitt nu gällande namn av Frederico Carlos Hoehne. Encyclia serroniana ingår i släktet Encyclia och familjen orkidéer. Inga underarter finns listade i Catalogue of Life.